# بای‌چنگ (جی‌لین)
بای‌چنگ (به چینی: 白城市) یک شهر در سطح ولایت در جمهوری خلق چین است که در استان جی‌لین واقع شده‌است.
نام این شهر برگرفته شده از نام تاریخی مغولی این منطقه می‌باشد، چاغان‌خوت (ᠴᠠᠭᠠᠨ ᠬᠣᠲᠠ، цагаан хот)، čaɣan qota)
مرکز اداری و منطقهٔ شهری اصلی «شهر در سطح ولایت» بای‌چنگ، در منطقه تاوبئی می‌باشد. با وجود اینکه این بخش از شهر بای‌چنگ به عنوان «منطقهٔ شهری» طبقه بندی شده است اما این منطقه خود هم دارای بزرگترین شهر «شهر در سطح ولایت» بای‌چنگ می‌باشد، هم شهرک‌ها و قصبه‌های تابعه.

## خصوصیات
بای‌چنگ ۲۵٬۷۵۸٫۷۳ کیلومترمربع مساحت و ۱٬۵۵۱٬۳۷۸ نفر جمعیت دارد و ۱۵۴ متر بالاتر از سطح دریا واقع شده‌است.

## شهرها و شهرستان‌ها
|                |           |              |            |                      |             |  |  |  |  |  |
| نام            | حروف چینی | پین‌یین       | جمعیت-۱۳۹۹ | مساحت (کیلومتر مربع) | تراکم جمعیت |  |  |  |  |  |
| منطقه تاوبئی   | 洮北区    | Táoběi Qū    | ۴۷۴٬۲۷۶    | ۲٬۵۷۸٫۳۴             | ۱۸۳٫۹۵      |  |  |  |  |  |
| ‌شهر تاونان     | 洮南市    | Táonán Shì   | ۳۰۷٬۲۱۵    | ۵٬۱۰۶٫۷۵             | ۶۰٫۱۶       |  |  |  |  |  |
| ‌شهر داآن       | 大安市    | Dà'ān Shì    | ۲۷۰٬۹۱۱    | ۴٬۸۷۸٫۵۹             | ۵۵٫۵۳       |  |  |  |  |  |
| شهرستان تونگ‌یو | 通榆县    | Tōngyú Xiàn  | ۲۸۱٬۵۸۹    | ۸٬۴۷۶٫۳۷             | ۳۳٫۲۲       |  |  |  |  |  |
| شهرستان ژن‌لای  | 镇赉县    | Zhènlài Xiàn | ۲۷۱٬۳۸۷    | ۴٬۷۱۸٫۶۹             | ۴۶٫۰۷       |  |  |  |  |  |